# Runcinia erythrina
Runcinia erythrina är en spindelart som beskrevs av Jean-François Jézéquel 1964. Runcinia erythrina ingår i släktet Runcinia och familjen krabbspindlar. Inga underarter finns listade i Catalogue of Life.